# Mayall (télescope)
Pour les articles homonymes, voir Mayall.
Mayall est l'un des télescopes installés à l'observatoire de Kitt Peak, en Arizona, nommé en l'honneur de l'astronome Nicholas Mayall (1906-1993). Son miroir primaire mesure quatre mètres de diamètre. La construction du bâtiment abritant le télescope a commencé en 1968 et s'est terminée en 1970.
En raison des vents violents pouvant souffler sur l'observatoire, une structure radicalement nouvelle pour le dôme a été choisie. Celui-ci est fait de 10 hexagones de 30 m de long sur 11 m de large, lui assurant une rigidité suffisante pour résister à des vents de près de 200 km/h.
Le miroir primaire est ouvert à 2,7, ce qui est courant pour des miroirs de cette période, et le télescope possède trois foyers optiques : un foyer primaire, un foyer coudé, un foyer grand champ Ritchey-Chrétien.

## Instruments

### Anciens instruments
Les instruments installés sur le télescope par le passé comprennent notamment plusieurs spectrographes, la caméra cryogénique, le spectromètre Phoenix et le DLIRIM (Diffraction Limited Imager).
La caméra Mosaic a été installée en 1998 et était conçue pour le foyer primaire. Cette caméra comportait huit capteurs CCD 2048 × 4096. Celle-ci conduisit à la caméra Mosaic II installée sur le télescope Víctor M. Blanco au CTIO dans l'hémisphère sud.
Mosaic3
Mosaic3 était la caméra d'imagerie qui a succédé à Mosaic. Cette caméra a été utilisée pour un relevé sur 3 bandes en support à l'arrivée de l'instrument DESI.
Fourier Transform Spectrograph (FTS)
Le spectrographe à transformée de Fourier est l'un des instruments utilisés avec le télescope. Le FTS a été utilisé entre 1975 et 1995, fournissant une archive de spectres enregistrés. Il a été remarqué pour l'enregistrement de spectres infrarouge avant l'arrivée des capteurs d'image infrarouge. Au cours de son utilisation, 10000 spectres de 800 cibles astronomiques différentes ont été enregistrés, et ceux-ci sont disponibles dans l'archive SpArc au début des années 2000.

### DESI
Dark Energy Spectroscopic Instrument (DESI) est un instrument conçu pour aider à comprendre l'énergie sombre, dont l'installation s'est achevée fin 2019. Très peu de choses sont connues sur l'énergie sombre, la pression supposée responsable de l'accélération du taux d'expansion de l'Univers.
DESI possède cinq mille capteurs à fibre optique, chacun d'entre eux pouvant être positionné de façon robotisée dans le plan focal,. Prévu pour examiner la nature de millions de galaxies et de quasars, la construction de l'instrument s'est déroulée sur une décade et intègre les contributions de centaines de chercheurs.
Le logiciel de pilotage du télescope a également été amélioré dans les années 2010 pour préparer l'arrivée de DESI.
DESI a effectué sa première lumière en 2019 et a été commissionné en mars 2020.